# یواس‌اس فرانکلین (سی‌وی-۱۳)
یواس‌اس فرانکلین (سی‌وی-۱۳) (به انگلیسی: USS Franklin (CV-13)) یک کشتی بود که طول آن As built:
۸۲۰ فوت (۲۵۰ متر) waterline
۸۷۲ فوت (۲۶۶ متر) overall بود. این کشتی در سال ۱۹۴۳ ساخته شد.